# Projet des travaux 571

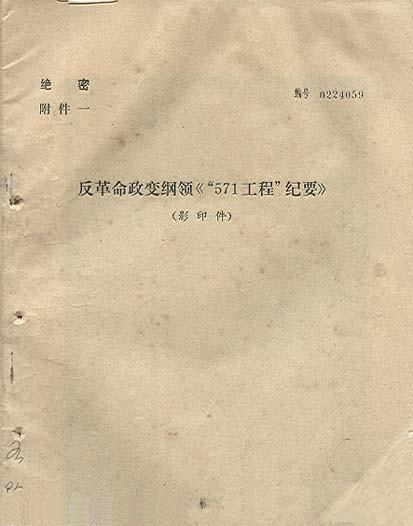
Copie du projet 571 publié par le gouvernement chinois, après la mort de la famille Lin

Le Projet des travaux 571 (chinois : 五七一工程 ; pinyin : Wǔqīyī gōngchéng) était le nom de code numérique donné à un complot supposé devant mener à un coup d'état contre le chef d’État chinois Mao Zedong en 1971 par les soutiens de Lin Biao, alors vice-président du parti communiste chinois. En mandarin, les numéros 5-7-1 se prononcent presque de la même façon que les mots « soulèvement armé » (chinois : 武起义 ; pinyin : wǔqǐyì). Le gouvernement chinois revendiquait à l'origine que Lin Biao lui-même avait organisé le projet 571, mais les éléments de preuves en et hors de Chine semble pointer vers le fils de Lin, Lin Liguo, un officier de haut rang des forces aériennes chinoises. La famille de Lin tenta de fuir vers l'Union soviétique mais mourut quand leur avion s'écrasa en Mongolie le 13 septembre 1971. Une copie, sous forme d'ébauche, du projet 571 fut découverte après la mort de Lin, et fut publiée par le gouvernement chinois afin d'expliquer l'évènement.

## Sources
- (en) Cet article est partiellement ou en totalité issu de l’article de Wikipédia en anglais intitulé « Project 571 » (voir la liste des auteurs).